# Giovanni Lazanio
Giovanni Lazanio (Macerata, 10 maggio 1900 – Novara, 27 novembre 1971) è stato un architetto italiano.

## Biografia
Nacque a Macerata il 10 maggio 1900, unico figlio maschio di Valentino e Maria Piatti.
Si diplomò in architettura presso l'Accademia di belle arti di Bologna nel 1922.

### Anni '20

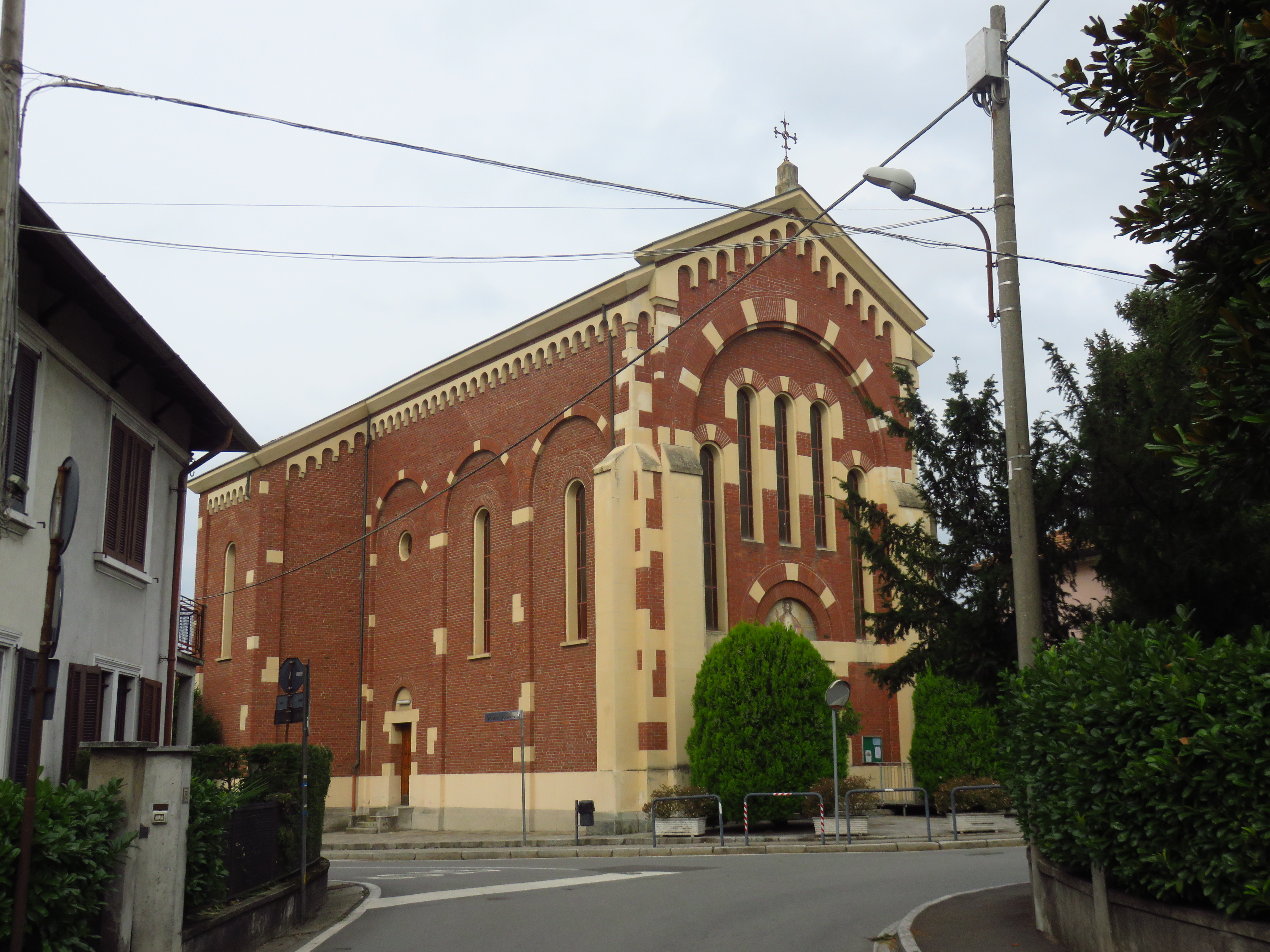
Chiesa del Sacro Cuore di Arona

Nel 1926 progettò la chiesa del Sacro Cuore di Arona. Il progetto, in stile neo-romanico, fu approvato dalla Curia vescovile di Novara solo nel 1928, a pochi giorni di distanza dalla posa della prima pietra. L'edificio fu ultimato ed inaugurato nel 1935. Lazanio ideò inoltre l'altare originario, che fu poi modificato nel 1993 per attenersi alle nuove norme liturgiche.

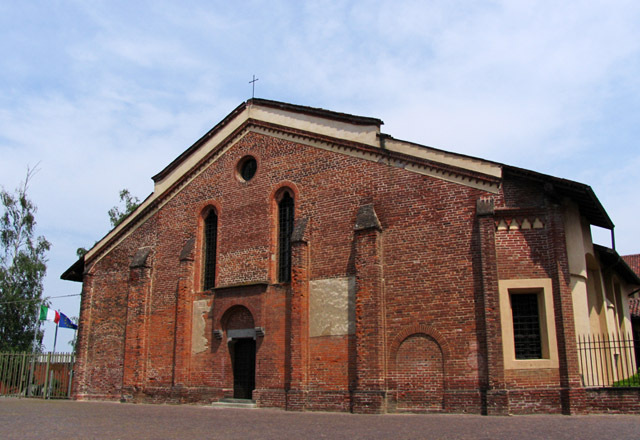
Facciata dell'abbazia di San Nazzaro della Costa

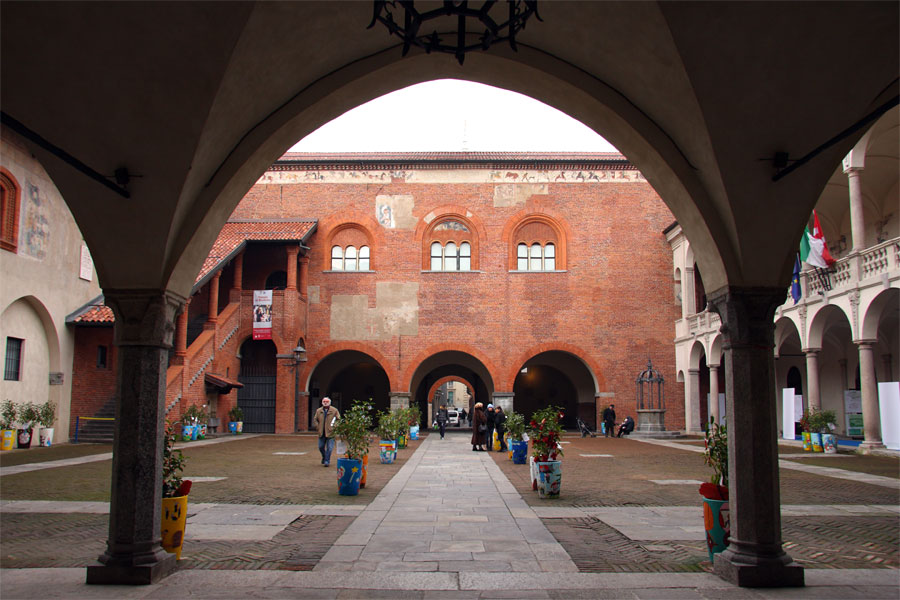
Il Broletto a Novara

Sul finire degli anni '20 fu intrapresa in Novara un'opera di restauro di diverse aree, al fine di riportarle all'aspetto originario. In questo contesto, sempre nel 1926 Lazanio collaborò con l'ingegner Giuseppe Bronzini all'adattamento dell'antico Ritiro delle Rosette (un istituto assistenziale risalente al XVIII secolo, dedito all'accoglienza delle bambine povere o orfane) a portineria della Manifattura Rotondi ed alle opere conservative alla chiesa della Madonna del Latte. Negli stessi anni si occupò del restauro di convento e chiesa di San Nazzaro della Costa, che versavano a quel tempo in uno stato di avanzato degrado, essendo fin dai tempi dei decreti napoleonici ridotti a rustici agricoli gestiti da contadini affittuari. Restaurò inoltre il  Broletto, che nei secoli era stato oggetto di diversi interventi degradanti, soprattutto durante il XIX ad opera degli ingegneri Luigi Orelli e Stefano Ignazio Melchioni: furono riaperte le monofore del Palazzo del Podestà, le trifore del salone dell'Arengo e i portici del cortile che erano stati murati. Furono poi ricostruiti il pozzo e lo scalone esterno che porta all'Arengo, demoliti nel XVIII secolo, e liberato il cortile dagli elementi estranei, tra cui un grande vespasiano e l'edicola dei giornali.

### Anni '30
Nel 1930 curò l'innalzamento del campanile della chiesa parrocchiale di San Martino, risalente alla metà del secolo precedente, e progettò il monumento a San Bernardo d'Aosta, eseguito dal marmista Enrico Rosina e situato lungo il Baluardo Partigiani.

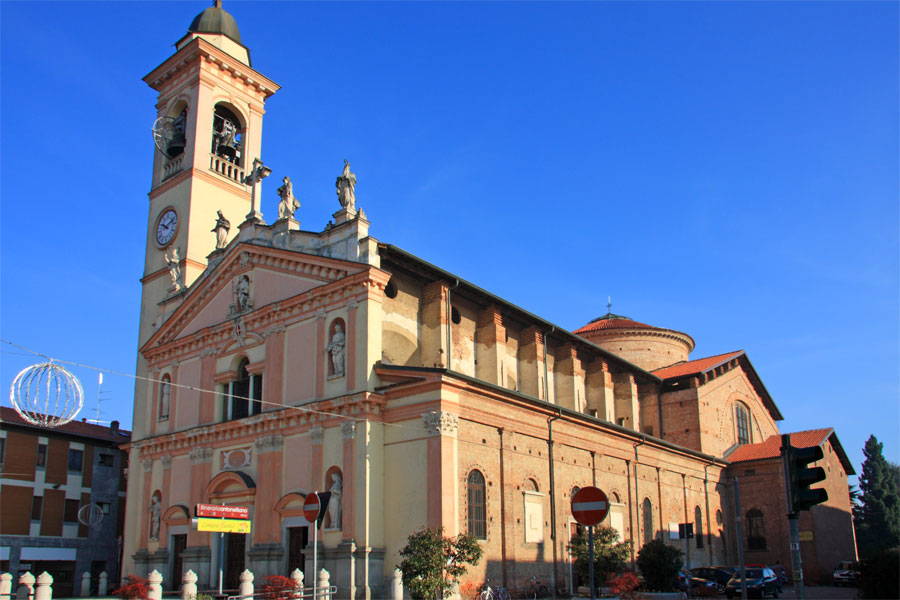
Chiesa di San Clemente a Bellinzago Novarese

Nel 1931 restaurò la facciata barocca della chiesa di San Clemente a Bellinzago e fino al 1933 si occupò della costruzione della capella-ossario e dell'ingresso del cimitero di Novara. Sempre nel 1933 prese parte al rifacimento della facciata della chiesa della Beata Vergine Assunta di Gravellona Lomellina, mantenendone lo stile barocco.
Nel 1937 perse il padre Valentino. Nel 1938 progettò la chiesa parrocchiale di Vergano Novarese, frazione di Borgomanero.

### Anni '40
Nel 1940 si dedicò all'insegnamento, occupando la cattedra di storia dell'arte presso il Liceo Classico Carlo Alberto di Novara.
Nel 1943 diresse i lavori di rinnovamento della facciata principale e del pronao della chiesa di San Martino a Lesa: fu rimosso il vano del porticato che ospitava i mantici dell'organo e aggiunte le grandi colonne di granito.
Tra gli anni 1946 e 1950, mentre era responsabile dei cimiteri cittadini, realizzò varie opere di ampliamento del cimitero di Novara.
Nel 1948 perse la madre Maria.

### Anni '50
Negli anni '50 lo sappiamo frequentatore della celebre soffitta dell'artista novarese Edmondo Poletti, fulcro della vita artistica e culturale della città, assieme ad altre personalità di spicco quali il pittore Sergio Bonfantini, lo scultore Riccardo Mella e la moglie del futurista Ignazio Scurto, Barbara.

### Ultimi anni
Nel 1965, in occasione del cinquantenario dell'entrata in guerra dell'Italia nel primo conflitto mondiale, realizzò assieme all'architetto Cesare Mercandino il Museo Aldo Rossini, voluto dall'omonimo deputato per la conservazione cimeli e ricordi dei combattenti dalla prima guerra d'indipendenza alla seconda guerra mondiale.
A marzo 1969 lo sappiamo in pensione.
Morì a Novara il 27 novembre 1971.

## Opere
Una lista parziale delle opere di Giovanni Lazanio, in ordine cronologico di pubblicazione:
- Giovanni Lazanio, Il progetto di restauro (PDF), in Alessandro Viglio, L'antico palazzo del Comune di Novara e gli edifici minori del Broletto - Col progetto di restauro Bronzini-Lazanio, Novara, E. Cattaneo, 1928.
- Alessandro Viglio e Giovanni Lazanio, La chiesa e il convento di S. Nazaro della Costa, Novara, Cattaneo, 1929.
- Ezio Maria Gray, Alessandro Viglio e Giovanni Lazanio, Il Broletto di Novara e il suo restauro, Novara, Cattaneo, 1930.
- Giovanni Lazanio, L'isolamento del Battistero e il completamento del quadriportico del Duomo, in NORAM, n. 9, 1952,  pp. 5-7.
- Giovanni Lazanio, La chiesa di Ognissanti, in NORAM, n. 1, 1955,  pp. 11-13.
- Giovanni Lazanio, Gli edifici del Broletto e i loro restauri, in Novaria, n. 2, 1955,  pp. 8-13.

### SulBollettino Storico per la Provincia di Novara
Fu anche membro attivo della Società Storica Novarese tra gli anni '20 e gli anni '50 e consigliere dal 1967 fino alla morte. Sulla rivista della società pubblicò vari articoli:
- S. Maria d'Ingalardo, in BSPN, n. 4, 1925,  pp. 335-337.
- La chiesa di S. Marta [di Novara], in BSPN, n. 1, 1927,  pp. 39-45.
- Restauri di antiche chiese novaresi, in BSPN, n. 2, 1927,  pp. 209-219.
- L'edilizia a Novara negli ultimi anni, in BSPN, n. 3, 1927,  pp. 334-341.
- I restauri di S. Marta, in BSPN, n. 4, 1928,  pp. 482-503.
- Recensione di "Nuove ricerche sull'origine della basilica lombarda a volte", di P. Verzone, in "Cronache d'arte", fasc. IV, Bologna 1928, in BSPN, n. 4, 1928,  pp. 511-518.
- Giovanni Lazanio, Il progetto di restauro, in Alessandro Viglio, La chiesa e il convento di S. Nazaro della Costa, BSPN, n. 2, 1929,  pp. 100-115.
- La torre campanaria dell'abbazia di Sannazzaro Sesia, in BSPN, n. 1, 1930,  pp. 97-104.
- L'isolamento del battistero e del quadriportico del Duomo, in BSPN, n. 1, 1930,  pp. 116-121.
- Relazione sui restauri del Broletto, S. Nazzaro della Costa e S. Nazzaro Sesia, in BSPN, n. 2/3, 1930,  pp. 318-344.